# Jean Liébault
Jean Liébault (Digione, 1535 – Parigi, 21 giugno 1596) è stato un medico e agronomo francese.
Aveva sposato la figlia dello stampatore Charles Estienne a cui fornì la traduzione francese del suo libro La Maison Rustique. 

## Biografia
Venne molto giovane a Parigi, e dopo aver seguito per qualche tempo i corsi del professore L. Duret, si laureò in medicina, praticò la sua arte con molto successo, conquistando anche l'amicizia dei colleghi. Avendo sposato Nicole Estienne figlia di Carlo Estienne, stampatore, che lo preferì a Jacques Grévin, completò il Théâtre d'agriculture di suo suocero e lo tradusse in francese. Questa attività fu vantaggiosa per Liébault; ma le disavventure che toccarono a Charles Estienne lo raggiunsero: passò ad uno stato vicino all'indigenza e morì il 21 giugno 1596 a Parigi.

## Pubblicazioni
1. Praedium rusticum, In Quo Cuiusvis Soli vel Culti vel Inculti Platarum Vocabula ac Descriptiones, Earumque Conseredarum atque Excolendarum Instrumenta suo Ordine Describuntur. Parigi, 1554. Prima edizione in latino di quella che divenne L'Agriculture et maison rustique, nel 1564 presso Charles Estienne, Parigi: Franciscus Pelocarum, 1629,[2];
2. Thresor des remedes secrets pour les maladies des femmes. Pris du latin & faict François. A Paris, chez Jacques du Puys, la Samaritaine, 1585.
3. Quatre Livres des Secrets de Medecine et de la Philosophie Chymique. Esquels sont descrits plusieurs remèdes singuliers pour toutes les maladies tant internes qu'externes du corps humain. Ensemble la manière de distiller eaux, huiles, quintessences de toutes sortes de matières, preparer l'antimoine et la poudre de Mercure, faire les extractions, .... Tradotte dal latino (da Gasp. Wolf), Parigi, 1575, 1579, 1582, in-8° ; Lione, presso Benoist Rigaud, 1593, 1595; Rouen, 1628, 1645, stesso formato. # Thesaurus sanitatis pirtitu facilis. selectas ex variis auctoribus. etc., Parigi, 1577, in-16; 2e edizione rivista e aumentata, da A. Scribonius, Francoforte, 1578, in-8° ;
4. Scholia in Jac. Hallerii commentaria in libr. 1 Aphorismorum Hippocratis, Parigi, 1579, in-8° ;
5. De sanitate, fœcunditate et mardis mulierum, ibid., 1582, in-8°, tradotta in francese: Trois livres de la santé, fécondité et maladies des femmes, Parigi, stesso anno, in-8°
6. De cosmetica seu ornalîi et decoratione, etc., Parigi, 1582, in-8° ; tradotta in francese con il titolo: Trois livres de l'embellissement et ornement du corps humain, ibid., 1582, in-8°[3];

- Antoine du Verdier attribuisce anche a Liébault il Trésor et remède de la vraie guérison de la peste, avec plusieurs déclarations dont elle procède, Lione, in-8° ; e Pierre Bayle: De prœcavendis curandisque vénéras.